# Nita Bieber
Nita Bieber (* 18. Juli 1926 in Los Angeles, Kalifornien; † 4. Februar 2019 in Rancho Palos Verdes, Kalifornien) war eine US-amerikanische Schauspielerin und Tänzerin.

## Leben
Nita Bieber wurde 1926 in Los Angeles geboren. Sie wuchs in einer musikalischen Familie auf: Ihr Vater war Pianist, ihre Mutter Tänzerin. Wie ihre vier jüngeren Geschwister nahm auch Nita seit dem Alter von fünf Jahren Tanzunterricht. Nach ihrem Abschluss an der Hollywood High School trat Bieber im Zweiten Weltkrieg mit der United Service Organizations vor US-Truppen auf. Nach dem Krieg wurde sie Mitglied bei den Jack Cole Dancers, mit denen sie für fünf Monate durch die Vereinigten Staaten tourte.
1946 unterschrieb Bieber einen Vertrag bei Columbia Pictures und war in den folgenden zwei Jahren in mehreren kleinen Nebenrollen zu sehen. Hierzu gehörten Auftritte als Tänzerin in Der Jazzsänger sowie als Hilda im Kurzfilm Rhythm and Weep des Komiker-Trios The Three Stooges. 1948 folgte ein Vertrag mit Metro-Goldwyn-Mayer. Sie trat außerdem in Filmen der Universal Studios auf. Ihre wohl bekannteste Rolle spielte Bieber 1950 als Sarah Higgins im Filmmusical Summer Stock an der Seite von Judy Garland und Gene Kelly. 1955 beendete sie ihre Laufbahn als Schauspielerin. Insgesamt wirkte Bieber in ihrer nur neun Jahre andauernden Karriere in einem Dutzend Filmen mit.
Neben ihrer Tätigkeit als Schauspielerin war Bieber als Covergirl mehrerer großer Zeitschriften zu sehen, darunter 1949 für das Life Magazine.
Anfang der 1950er-Jahre gründete Bieber ihre eigene Tanzgruppe, die The Nita Bieber Dancers, mit denen sie unter anderem in zwei Folgen der Fernsehshow The Colgate Comedy Hour mit Dean Martin und Jerry Lewis auftrat. Sie absolvierten außerdem Auftritte im El Rancho Vegas sowie im New Frontier Hotel in Las Vegas.
Nita Bieber war seit 1949 mit dem Zahnarzt Jack Wall verheiratet und Mutter von zwei Kindern. Sie lebte bis zu ihrem Tod Anfang Februar 2019 im kalifornischen Avalon.

## Filmografie
- 1946: Talk About A Lady
- 1946: Rhythm and Weep (Kurzfilm)
- 1946: Der Jazzsänger (The Jolson Story)
- 1947: The Lone Wolf in Mexico
- 1947: Little Miss Broadway
- 1947: News Hounds
- 1950: A Lady Without Passport
- 1950: Summer Stock
- 1950: Jerry Gray and the Band of Today
- 1951: Die Diebe von Marschan (The Prince Who Was a Thief)
- 1952: Don Cornell Sings (Kurzfilm)
- 1954: The Colgate Comedy Hour (Fernsehshow, zwei Folgen)
- 1955: Kismet